# Macroteleia neomexicana
Macroteleia neomexicana är en stekelart som beskrevs av Muesebeck 1977. Macroteleia neomexicana ingår i släktet Macroteleia och familjen Scelionidae. Inga underarter finns listade i Catalogue of Life.